# Ellis-Park-Stadion
Das Ellis-Park-Stadion (englisch Ellis Park Stadium) ist ein Rugby- und Fußballstadion im Stadtteil Doornfontein der südafrikanischen Metropolgemeinde City of Johannesburg, in der Innenstadt von Johannesburg. Es ist benannt nach dem Johannesburger Stadtrat J. D. Ellis. Seit Mitte 2019 trägt die Anlage den Sponsoringnamen Emirates Airline Park, nach der staatlichen Fluggesellschaft Emirates des Emirats Dubai. In der Nähe des Stadions liegt die Mehrzweckhalle Ellis Park Arena mit bis zu 6300 Plätzen, die wie u. a. das Stadion und das Johannesburg-Stadion zum Ellis Park World of Sports Precinct gehört.

## Geschichte
Nachdem bereits seit der Gründung der Transvaal Rugby Football Union die Frage nach einer Spielstätte zunehmend war und auch wegen der Auseinandersetzung verschiedener Johannesburger Clubs immer drängender erschien, wurde 1927 im Johannesburger Stadtteil Doornfontein ein Gelände aufgelassener Steinbrüche gefunden und von der Stadt unter Verhandlungsleitung von Stadtrat Ellis 13 Acres Land gepachtet. Die Spielstätte konnte im Juni des folgenden Jahres eingeweiht werden. In diesem ersten Stadion wurden als Rekordbesuch im Rugby-Länderspiel Südafrika gegen England am 6. August 1955 über 90.000 Besucher gezählt.
Nachdem das alte Stadion 1979 abgerissen worden war, wurde bis 1982 das derzeitige Stadion erbaut, das zunächst etwa 60.000 Zuschauer fasste und vor der Weltmeisterschaft 2010 noch einmal saniert wurde. Danach verfügte es zum WM-Turnier über 55.686 Sitzplätze. Heute bietet es Platz für 62.567 Zuschauer auf Sitzplätzen.
Von 2008 bis 2012 war die Sportstätte unter dem Sponsorennamen Coca-Cola Park bekannt.

## Nutzung und Veranstaltungen
Im Ellis Park trug der Fußballverein der Orlando Pirates seine Heimspiele hier aus. Nach der Renovierung 2008 zogen die Pirates in das Orlando Stadium um. Momentan ist das Stadion die Heimat der zwei Rugby-Teams, den Lions (United Rugby Championship) und den Golden Lions (Currie Cup).
Im Ellis Park fand das Endspiel der Rugby-Union-Weltmeisterschaft 1995 statt, das der Gastgeber Südafrika gegen Neuseeland mit 15:12 nach Verlängerung gewann. 2010 war es Schauplatz von insgesamt sieben Begegnungen der Fußball-Weltmeisterschaft 2010.
Neben dem Sport werden auch Konzerte im Ellis Park Stadium veranstaltet. So traten u. a. The Rolling Stones im Februar 1995 zweimal hier auf.

## Besonderes
Am 24. Juni 1995 überflog die Boeing 747-244B „Lebombo“ der Fluggesellschaft South African Airways unter Flugkapitän Laurie Kay im Tiefflug das Stadion vor Beginn des Endspiels der Rugby-Union-Weltmeisterschaft. Sie trug auf der Unterseite den deutlich sichtbaren Schriftzug „Good Luck Bokke“ („Viel Glück Springboks“).
Am 11. April 2001 kam es im Ellis Park Stadium zu einer Massenpanik, bei der 43 Menschen (29 innen und 14 außerhalb des Stadions) zu Tode kamen. Beim Soweto Derby zwischen den beiden Fußballmannschaften Kaizer Chiefs und Orlando Pirates drängten tausende Fußballfans ohne Eintrittskarte in das bereits überfüllte Stadion. Der Ellis Park fasste damals rund 60.000 Zuschauer. Ein Polizeisprecher bezifferte die Menschenmenge mit 120.000. 250 weitere Personen wurden bei der Katastrophe teilweise schwer verletzt.

## Spiele der Rugby-Union-Weltmeisterschaft 1995 in Johannesburg/Ellis-Park

### Gruppenspiele
- Gruppe C – 27. Mai 1995:  Neuseeland –  Irland 43:19
- Gruppe C – 31. Mai 1995:  Neuseeland –  Wales 34:9
- Gruppe C – 04. Juni 1995:  Irland –  Wales 24:23

### Viertelfinale
- 10. Juni 1995:  Südafrika –  Samoa 42:14

### Endspiel
- 24. Juni 1995:  Südafrika –  Neuseeland 15:12 n. V.

## Spiele der British and Irish Lions Tour 2009 in Johannesburg/Ellis-Park

### Freundschaftsspiel
- 03. Juni 2009:  Südafrika –  British and Irish Lions 10:74

### 3. Länderspiel
- 27. Juni 2009:  Südafrika –  British and Irish Lions 9:28

## Spiele des Konföderationen-Pokals 2009 in Johannesburg/Ellis-Park

### Gruppenspiele
- Gruppe A – 14. Juni 2009, 16:00 Uhr:  Südafrika –  Irak 0:0
- Gruppe B – 18. Juni 2009, 20:30 Uhr:  Ägypten –  Italien 1:0 (1:0)
- Gruppe A – 20. Juni 2009, 20:30 Uhr:  Irak –  Neuseeland 0:0

### Halbfinale
- 25. Juni 2009, 20:30 Uhr:  Brasilien –  Südafrika 1:0 (0:0)

### Endspiel
- 28. Juni 2009, 20:30 Uhr:  Vereinigte Staaten –  Brasilien 2:3 (2:0)

## Spiele der Fußball-Weltmeisterschaft 2010 in Johannesburg/Ellis-Park

### Gruppenspiele
- Gruppe B – 12. Juni 2010, 16:00 Uhr:  Argentinien –  Nigeria 1:0 (1:0)
- Gruppe G – 15. Juni 2010, 20:30 Uhr:  Brasilien –  Nordkorea 2:1 (0:0)
- Gruppe C – 18. Juni 2010, 16:00 Uhr:  Slowenien –  Vereinigte Staaten 2:2 (2:0)
- Gruppe H – 21. Juni 2010, 20:30 Uhr:  Spanien –  Honduras 2:0 (1:0)
- Gruppe F – 24. Juni 2010, 16:00 Uhr:  Slowakei –  Italien 3:2 (1:0)

### Achtelfinale
- 28. Juni 2010, 20:30 Uhr:  Brasilien –  Chile 3:0 (2:0)

### Viertelfinale
- 03. Juli 2010, 20:30 Uhr:  Paraguay –  Spanien 0:1 (0:0)